# سكوت بيفرز
سكوت بيفرز (بالإنجليزية: Scott Beavers)‏ هو لاعب كرة قدم أمريكية أمريكي، ولد في 17 فبراير 1967 في أتلانتا في الولايات المتحدة.

## وصلات خارجية
- سكوت بيفرز على موقع مرجع كرة القدم المحترفة.كوم (الإنجليزية)